# Notaio reale
Il notaio reale (in francese: notaire royal) era un pubblico ufficiale incaricato di redigere gli atti tra due parti e di certificarne l'autenticità.

## Storia
Sotto l'Ancien Régime, il notaio reale si distingueva dal notaio apostolico o dal notaio signorile. Era colui che prendeva il suo incarico dal re con lettere di provvedimento d'ufficio, a differenza dei notai signorili o dei subordinati, che lo prendevano dal signore di giustizia dove venivano ricevuti. Poteva agire in tutta la provincia e trattava i casi più numerosi e più importanti. Gestiva così diversi atti della vita quotidiana, come contratti di matrimonio, testamenti o acquisti, in un determinato villaggio, anche se gli abitanti di un villaggio, più o meno vicino, potevano ricorrere contro tale nomina.